# Fußball-Weltmeisterschaft 2018/Deutschland
Dieser Artikel behandelt die deutsche Fußballnationalmannschaft bei der Fußball-Weltmeisterschaft 2018. Die Auswahlmannschaft des Deutschen Fußball-Bundes (DFB) nahm zum neunzehnten Mal an der Endrunde und zum vierten Mal als Titelverteidiger teil. Anders als nach den Titelgewinnen 1954, 1974 und 1990 musste sich Deutschland, wie alle anderen Mannschaften mit Ausnahme des Gastgebers, auch für die WM qualifizieren. Dies gelang erstmals mit zehn Siegen in zehn Spielen und 43:4 Toren. Nach sechs Qualifikationsspielen gewann Deutschland zudem den als Generalprobe für die WM-Organisatoren geltenden Confed-Cup in Russland. Erstmals schied Deutschland bereits in der Gruppenphase aus, wie zuvor die ebenfalls amtierenden Weltmeister Italien (1950), Brasilien (1966), Frankreich (2002), Italien (2010) und Spanien (2014) und fiel dadurch in der FIFA-Weltrangliste von Platz 1 auf Platz 15.

## Qualifikation
Die Mannschaft qualifizierte sich über die Qualifikationsspiele des europäischen Fußballverbandes UEFA für die Weltmeisterschaft in Russland.

### Spiele
Deutschland traf in der Gruppe C auf Nordirland, Tschechien, Norwegen, Aserbaidschan und San Marino. In den zehn daraus entstandenen Begegnungen trug die deutsche Mannschaft zehn Siege davon, was ihr zuvor in einer WM-Qualifikation noch nicht gelungen war. Lediglich in den Qualifikationen für die Weltmeisterschaften 1982, 1962, 1938 und 1934 war Deutschland ohne Punktverlust geblieben, musste da aber nur acht, vier, drei bzw. ein Spiel austragen. In der Qualifikation für die EM 2012 hatte Deutschland aber schon einmal zehn von zehn Spielen gewonnen.
Mit 43:4 Toren hatte Deutschland die beste Tordifferenz und der Abstand zum Gruppenzweiten Nordirland war mit 11 Punkten der größte aller Qualifikationsgruppen. Lediglich Belgien erreichte die gleiche Torquote von 4,3 Toren pro Spiel, kassierte aber zwei Gegentore mehr. Insgesamt mehr Tore schossen nur einige Mannschaften in Asien, die aber 18 Spiele austrugen.
Insgesamt setzte Bundestrainer Joachim Löw 37 Spieler ein, wogegen für die Qualifikation zur vorherigen WM nur 23 Spieler zum Einsatz kamen und damit wie Belgien die wenigsten Spieler aller qualifizierten Mannschaften. Nur Joshua Kimmich kam in allen zehn Spielen zum Einsatz und verpasste dabei keine Minute. Auf neun Einsätze kam Thomas Müller, je acht Einsätze hatten Mats Hummels, Julian Draxler und Jonas Hector, der bei den beiden letzten Spielen verletzungsbedingt nicht eingesetzt werden konnte. Ebenfalls verletzungsbedingt kam Torhüter Manuel Neuer, der vier Jahre zuvor noch in allen Spielen über die volle Distanz spielte, diesmal nur auf drei Einsätze in den ersten drei Spielen. Am häufigsten als Torhüter eingesetzt wurde Marc-André ter Stegen, der es auf fünf Einsätze brachte. Zweimal wurde das Tor von Bernd Leno gehütet. Ihren ersten Länderspieleinsatz hatten in einem Qualifikationsspiel Benjamin Henrichs und Serge Gnabry am 11. November 2016 sowie Diego Demme am 10. Juni 2017 jeweils gegen San Marino.
Beste Torschützen waren Thomas Müller und Sandro Wagner, die je fünf Tore erzielten. Dabei erzielte Müller seine Tore in den ersten fünf und Wagner in den letzten fünf Spielen, in denen er aber nur dreimal eingesetzt wurde. Insgesamt steuerten 21 Spieler mindestens ein Tor bei, hinzu kam ein Eigentor eines Spielers von San Marino. Keine andere qualifizierte Mannschaft hatte mehr verschiedene Torschützen, mit 16 Torschützen belegt Mexiko den zweiten Platz. Und auch bezogen auf die Anzahl der eingesetzten Spieler liegt die deutsche Mannschaft vorne: nur in der deutschen Mannschaft trafen mehr als die Hälfte der eingesetzten Spieler ins Tor (56,8 %).
| Datum         | Spielort       | Gastgeber     |   | Gast          | Ergebnis  | Torschützen für Deutschland                                   |
| ------------- | -------------- | ------------- | - | ------------- | --------- | ------------------------------------------------------------- |
| 4. Sep. 2016  | Oslo           | Norwegen      | – | Deutschland   | 0:3 (0:2) | Müller (2), Kimmich                                           |
| 8. Okt. 2016  | Hamburg        | Deutschland   | – | Tschechien    | 3:0 (1:0) | Müller (2), Kroos                                             |
| 11. Okt. 2016 | Hannover       | Deutschland   | – | Nordirland    | 2:0 (2:0) | Draxler, Khedira                                              |
| 11. Nov. 2016 | Serravalle     | San Marino    | – | Deutschland   | 0:8 (0:3) | Gnabry (3), Hector (2), Khedira, Volland, Eigentor Stefanelli |
| 26. März 2017 | Baku           | Aserbaidschan | – | Deutschland   | 1:4 (1:3) | Schürrle (2), Müller, Gómez                                   |
| 10. Juni 2017 | Nürnberg       | Deutschland   | – | San Marino    | 7:0 (4:0) | Wagner (3), Draxler, Mustafi, Brandt, Younes                  |
| 1. Sep. 2017  | Prag           | Tschechien    | – | Deutschland   | 1:2 (0:1) | Werner, Hummels                                               |
| 4. Sep. 2017  | Stuttgart      | Deutschland   | – | Norwegen      | 6:0 (4:0) | Werner (2), Draxler, Goretzka, Gómez, Özil                    |
| 5. Okt. 2017  | Belfast        | Nordirland    | – | Deutschland   | 1:3 (0:2) | Kimmich, Rudy, Wagner                                         |
| 8. Okt. 2017  | Kaiserslautern | Deutschland   | – | Aserbaidschan | 5:1 (1:1) | Goretzka (2), Can, Rüdiger, Wagner                            |

### Abschlusstabelle
| Pl. | Mannschaft    | Sp. | S  | U | N  | Tore    | Diff. | Punkte |
| --- | ------------- | --- | -- | - | -- | ------- | ----- | ------ |
| 1.  | Deutschland   | 10  | 10 | 0 | 0  | 043:400 | +39   | 30     |
| 2.  | Nordirland    | 10  | 6  | 1 | 3  | 017:600 | +11   | 19     |
| 3.  | Tschechien    | 10  | 4  | 3 | 3  | 017:100 | +7    | 15     |
| 4.  | Norwegen      | 10  | 4  | 1 | 5  | 017:160 | +1    | 13     |
| 5.  | Aserbaidschan | 10  | 3  | 1 | 6  | 010:190 | −9    | 10     |
| 6.  | San Marino    | 10  | 0  | 0 | 10 | 002:510 | −49   | 0      |

## Vorbereitung
Noch bevor die Qualifikation feststand, wurden erste Termine für Testspiele im November 2017 und März 2018 festgelegt, wobei mit den Gegnern der Novemberspiele erst eine Vereinbarung getroffen werden konnte, als sich auch diese direkt qualifiziert hatten und nicht den Umweg über die Playoffs der Gruppenzweiten gehen mussten. Am 15. Dezember wurde dann als weiteres Testspiel das Spiel im Juni gegen Österreich bekannt gegeben. Ein weiteres Spiel sollte danach noch in Deutschland stattfinden (Gegner war Saudi-Arabien). Die eigentliche WM-Vorbereitung begann am 23. Mai mit dem Trainingslager in Eppan, Südtirol. Zwischen dem 27. bis 31. Mai fanden spezielle Trainingseinheiten mit der U 20-Nationalmannschaft statt. Am 12. Juni flog die Mannschaft von Frankfurt am Main nach Moskau und bezog ihr WM-Quartier in Watutinki.

### Spiele
| Datum             | Ergebnis | Gegner        | Austragungsort | Torschützen für Deutschland                   |
| ----------------- | -------- | ------------- | -------------- | --------------------------------------------- |
| 10. November 2017 | 0:0      | England       | London         |                                               |
| 14. November 2017 | 2:2      | Frankreich    | Köln           | Timo Werner (56.), Lars Stindl (90.+3)        |
| 23. März 2018     | 1:1      | Spanien       | Düsseldorf     | Thomas Müller (35.)                           |
| 27. März 2018     | 0:1      | Brasilien     | Berlin         |                                               |
| 2. Juni 2018      | 1:2      | Österreich    | Klagenfurt     | Mesut Özil (11.)                              |
| 8. Juni 2018      | 2:1      | Saudi-Arabien | Leverkusen     | Timo Werner (8.), Omar Hawsawi (43./Eigentor) |

Anmerkung: Kursiv gesetzte Mannschaften sind nicht für die WM qualifiziert.

### Quartier
Teamquartier war der „Watutinki Hotel Spa Complex“ (russisch Гостиничный Комплекс Ватутинки Gostinitschny Komplex Watutinki)  in Moskau-Watutinki (Verwaltungsbezirk Nowomoskowski), wo die Mannschaft im nahe gelegenen Trainingszentrum von ZSKA Moskau  trainieren konnte.

## Kader

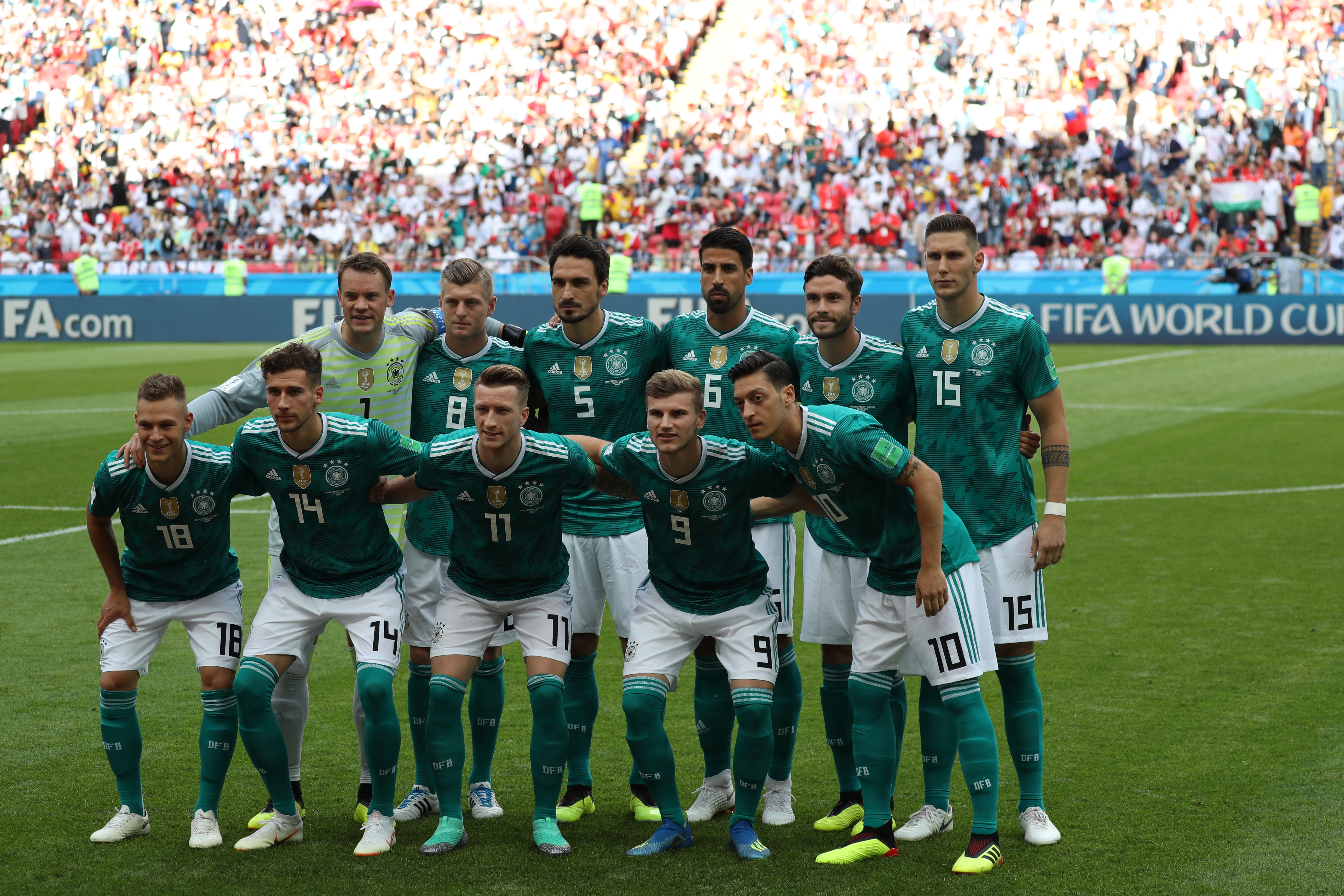
Die Mannschaft im Spiel gegen Südkorea.

Die Tabelle nennt die Spieler, die im Kader für die WM 2018 standen. Er wurde am 4. Juni auf einer Pressekonferenz vorgestellt und umfasste 23 Spieler. Aus dem vorläufigen Kader wurden Bernd Leno (Tor), Jonathan Tah, Leroy Sané und Nils Petersen gestrichen. Aus dem erfolgreichen WM-Kader von 2014 waren noch neun Spieler dabei. 13 Spieler nahmen am gewonnenen FIFA-Konföderationen-Pokal 2017 teil, darunter zwei Spieler (Julian Draxler und Matthias Ginter), die in beiden Kadern standen.
| Position                                                                  | Nr.                | Name                   | Verein                   | Geburts- datum | Ein- sätze | Tore | Debüt | Letzter Einsatz | Anzahl der Spiele | Tor | Gelbe Karte | Gelb-Rote Karte | Rote Karte | WM-Teilnahmen                      | WM-Spiele (vor 2018) | WM-Tore (vor 2018) |
| ------------------------------------------------------------------------- | ------------------ | ---------------------- | ------------------------ | -------------- | ---------- | ---- | ----- | --------------- | ----------------- | --- | ----------- | --------------- | ---------- | ---------------------------------- | -------------------- | ------------------ |
| Tor                                                                       | 1                  | Manuel Neuer           | FC Bayern MünchenM       | 27.03.1986     | 076        | 0    | 2009  | 08.06.2018      | 3                 |     |             |                 |            | 2010, 2014                         | 13                   | 0                  |
| Tor                                                                       | 22                 | Marc-André ter Stegen* | FC BarcelonaD            | 30.04.1992     | 020        | 0    | 2012  | 08.06.2018      |                   |     |             |                 |            |                                    |                      |                    |
| Tor                                                                       | 12                 | Kevin Trapp(*)         | Paris Saint-GermainD     | 08.07.1990     | 003        | 0    | 2017  | 27.03.2018      |                   |     |             |                 |            |                                    |                      |                    |
| Abwehr                                                                    | 17                 | Jérôme Boateng         | FC Bayern MünchenM       | 03.09.1988     | 071        | 01   | 2009  | 08.06.2018      | 2                 |     | 1           | 1               |            | 2010, 2014                         | 12                   | 0                  |
| Abwehr                                                                    | 4                  | Matthias Ginter*       | Borussia Mönchengladbach | 19.01.1994     | 018        | 0    | 2014  | 08.06.2018      |                   |     |             |                 |            | 2014                               | 0                    | 0                  |
| Abwehr                                                                    | 3                  | Jonas Hector*          | 1. FC Köln↓              | 27.05.1990     | 038        | 03   | 2014  | 08.06.2018      | 2                 |     |             |                 |            |                                    |                      |                    |
| Abwehr                                                                    | 5                  | Mats Hummels           | FC Bayern MünchenM       | 16.12.1988     | 064        | 05   | 2010  | 08.06.2018      | 2                 |     | 1           |                 |            | 2014                               | 6                    | 2                  |
| Abwehr                                                                    | 18                 | Joshua Kimmich*        | FC Bayern MünchenM       | 08.02.1995     | 029        | 03   | 2016  | 08.06.2018      | 3                 |     |             |                 |            |                                    |                      |                    |
| Abwehr                                                                    | 2                  | Marvin Plattenhardt*   | Hertha BSC               | 26.01.1992     | 006        | 0    | 2017  | 27.03.2018      | 1                 |     |             |                 |            |                                    |                      |                    |
| Abwehr                                                                    | 16                 | Antonio Rüdiger*       | FC ChelseaP              | 03.03.1993     | 024        | 01   | 2014  | 02.06.2018      | 1                 |     |             |                 |            |                                    |                      |                    |
| Abwehr                                                                    | 15                 | Niklas Süle*           | FC Bayern MünchenM       | 03.09.1995     | 011        | 0    | 2016  | 08.06.2018      | 1                 |     |             |                 |            |                                    |                      |                    |
| Mittelfeld und Angriff                                                    | 20                 | Julian Brandt*         | Bayer 04 Leverkusen      | 02.05.1996     | 016        | 01   | 2016  | 08.06.2018      | 3                 |     |             |                 |            |                                    |                      |                    |
| Mittelfeld und Angriff                                                    | 7                  | Julian Draxler*        | Paris Saint-GermainD     | 20.09.1993     | 044        | 06   | 2012  | 08.06.2018      | 2                 |     |             |                 |            | 2014                               | 1                    | 0                  |
| Mittelfeld und Angriff                                                    | 23                 | Mario Gómez            | VfB Stuttgart            | 10.07.1985     | 075        | 31   | 2007  | 08.06.2018      | 3                 |     |             |                 |            | 2010                               | 4                    | 0                  |
| Mittelfeld und Angriff                                                    | 14                 | Leon Goretzka*         | FC Schalke 04            | 06.02.1995     | 015        | 06   | 2014  | 02.06.2018      | 1                 |     |             |                 |            |                                    |                      |                    |
| Mittelfeld und Angriff                                                    | 21                 | İlkay Gündoğan         | Manchester CityM         | 24.10.1990     | 026        | 04   | 2011  | 08.06.2018      | 1                 |     |             |                 |            |                                    |                      |                    |
| Mittelfeld und Angriff                                                    | 6                  | Sami Khedira           | Juventus TurinD          | 04.04.1987     | 075        | 07   | 2009  | 08.06.2018      | 2                 |     |             |                 |            | 2010, 2014                         | 12                   | 2                  |
| Mittelfeld und Angriff                                                    | 8                  | Toni Kroos             | Real MadridC             | 04.01.1990     | 083        | 12   | 2010  | 08.06.2018      | 3                 | 1   |             |                 |            | 2010, 2014                         | 11                   | 2                  |
| Mittelfeld und Angriff                                                    | 13                 | Thomas Müller          | FC Bayern MünchenM       | 13.09.1989     | 091        | 38   | 2010  | 08.06.2018      | 3                 |     | 1           |                 |            | 2010, 2014                         | 13                   | 10                 |
| Mittelfeld und Angriff                                                    | 10                 | Mesut Özil             | FC Arsenal               | 15.10.1988     | 090        | 23   | 2009  | 02.06.2018      | 2                 |     |             |                 |            | 2010, 2014                         | 14                   | 2                  |
| Mittelfeld und Angriff                                                    | 11                 | Marco Reus             | Borussia Dortmund        | 31.05.1989     | 031        | 09   | 2011  | 08.06.2018      | 3                 | 1   |             |                 |            |                                    |                      |                    |
| Mittelfeld und Angriff                                                    | 19                 | Sebastian Rudy*        | FC Bayern MünchenM       | 28.02.1990     | 025        | 01   | 2014  | 02.06.2018      | 1                 |     |             |                 |            |                                    |                      |                    |
| Mittelfeld und Angriff                                                    | 9                  | Timo Werner*           | RB Leipzig               | 06.03.1996     | 014        | 08   | 2017  | 08.06.2018      | 3                 |     |             |                 |            |                                    |                      |                    |
| Trainerstab                                                               | Trainer            | Joachim Löw            |                          | 03.02.1960     | 162        |      | 2004  |                 |                   |     |             |                 |            | 2006, 2010, 2014                   | 7/14                 |                    |
| Trainerstab                                                               | Trainer- assistent | Thomas Schneider       |                          | 24.11.1972     |            |      | 2014  |                 |                   |     |             |                 |            |                                    |                      |                    |
| Trainerstab                                                               | Trainer- assistent | Marcus Sorg            |                          | 24.12.1965     |            |      | 2016  |                 |                   |     |             |                 |            |                                    |                      |                    |
| Trainerstab                                                               | Stürmer- trainer   | Miroslav Klose         |                          | 09.06.1978     | 137        | 71   | 2016  |                 |                   |     |             |                 |            | 2002, 2006, 2010, 2014             | 24                   | 16                 |
| Trainerstab                                                               | Torwart- trainer   | Andreas Köpke          |                          | 12.03.1962     | 59         | 0    | 2004  |                 |                   |     |             |                 |            | 1990, 1994, 1998, 2006, 2010, 2014 | 5, 21                | 0                  |
| Stand Einsätze und Tore: 8. Juni 2018, nach dem Spiel gegen Saudi-Arabien |                    |                        |                          |                |            |      |       |                 |                   |     |             |                 |            |                                    |                      |                    |
| 1. 2. 3. 4. 5.                                                            |                    |                        |                          |                |            |      |       |                 |                   |     |             |                 |            |                                    |                      |                    |

Im vorläufigen Kader standen darüber hinaus noch folgende Spieler:
| Position   | Name          | Verein              | Geburts- datum | Ein- sätze | Tore | Debüt | Letzter Einsatz | WM-Teilnahmen | WM-Spiele (vor 2018) | WM-Tore (vor 2018) |
| ---------- | ------------- | ------------------- | -------------- | ---------- | ---- | ----- | --------------- | ------------- | -------------------- | ------------------ |
| Tor        | Bernd Leno*   | Bayer 04 Leverkusen | 04.03.1992     | 006        | 0    | 2016  | 08.10.2017      | –             | –                    | –                  |
| Abwehr     | Jonathan Tah  | Bayer 04 Leverkusen | 11.02.1996     | 003        | 0    | 2016  | 15.11.2016      | –             | –                    | –                  |
| Mittelfeld | Leroy Sané    | Manchester CityM    | 11.01.1996     | 012        | 0    | 2015  | 02.06.2018      | –             | –                    | –                  |
| Angriff    | Nils Petersen | SC Freiburg         | 06.12.1988     | 001        | 0    | 2018  | 02.06.2018      | –             | –                    | –                  |

## Endrunde

### Gruppenauslosung
Für die Auslosung der Qualifikationsgruppen am 1. Dezember war Deutschland Topf 1 zugeordnet und konnte daher nicht in eine Gruppe mit Rekordweltmeister Brasilien, Vizeweltmeister Argentinien oder Gastgeber Russland gelost werden. Deutschland traf in der Gruppe F auf Mexiko, Schweden und Südkorea. Auf Schweden traf Deutschland zuvor bei vier WM-Turnieren: 1934 im Viertelfinale (2:1-Sieg), 1958 im Halbfinale (1:3-Niederlage, einzige Pflichtspielniederlage gegen Schweden), 1974 in der zweiten Finalrunde (4:2-Sieg) und 2006 im Achtelfinale (2:0-Sieg). Mexiko war dreimal Gegner: 1978 in der ersten Finalrunde (6:0-Sieg), 1986 im Viertelfinale (0:0 n. V., 4:1-Sieg im Elfmeterschießen) und 1998 im Achtelfinale (2:1-Sieg). Südkorea war zweimal Gegner: 1994 in der Vorrunde (3:2-Sieg) und 2002 im Halbfinale (1:0-Sieg). Beide gehörten auch 1954, der ersten WM-Teilnahme der Südkoreaner, derselben Vorrundengruppe an, spielten aber aufgrund des einmaligen Modus nicht gegeneinander.
Spielorte der Mannschaft waren Moskau, Sotschi und Kasan, in den beiden letzten Orten spielte Deutschland auch 2017 beim FIFA-Konföderationen-Pokal 2017, in Moskau zuvor fünfmal gegen Russland beziehungsweise die Sowjetunion.

### Spiele der Gruppenphase / Gruppe F
| Pl. | Land        | Sp. | S | U | N | Tore    | Diff. | Punkte |
| --- | ----------- | --- | - | - | - | ------- | ----- | ------ |
| 1.  | Schweden    | 3   | 2 | 0 | 1 | 005:200 | +3    | 06     |
| 2.  | Mexiko      | 3   | 2 | 0 | 1 | 003:400 | −1    | 06     |
| 3.  | Südkorea    | 3   | 1 | 0 | 2 | 003:300 | ±0    | 03     |
| 4.  | Deutschland | 3   | 1 | 0 | 2 | 002:400 | −2    | 03     |
|     |             |     |   |   |   |         |       |        |

|                                                                                       |   |             |           |
| So., 17. Juni 2018 um 18:00 Uhr (17:00 Uhr MESZ) in Moskau (Olympiastadion Luschniki) |   |             |           |
| Deutschland                                                                           | – | Mexiko      | 0:1 (0:1) |
| Sa., 23. Juni 2018 um 21:00 Uhr (20:00 Uhr MESZ) in Sotschi                           |   |             |           |
| Deutschland                                                                           | – | Schweden    | 2:1 (0:1) |
| Reus (48.), Kroos (90.+5')                                                            |   |             |           |
| Mi., 27. Juni 2018 um 17:00 Uhr (16:00 Uhr MESZ) in Kasan                             |   |             |           |
| Südkorea                                                                              | – | Deutschland | 2:0 (0:0) |

## Stimmen zum Ausscheiden
„Ich habe nichts gedacht. Uns allen ging das so. Wenn man sich die Bilder aus Kasan heute anschaut, sieht man, was ich hier zu beschreiben versuche. Es war ein Nichts, totale Leere. Wir haben natürlich verstanden, dass wir ausgeschieden waren, aber wir konnten es nicht begreifen, es war Realität und zugleich surreal, es konnte einfach nicht wahr sein.“

## Nachgang und Aufarbeitung des Ausscheidens
Die Debatte um die Fotoaufnahmen von Mesut Özil und Ilkay Gündoğan mit dem türkischen Staatspräsidenten Erdoğan hielt auch nach der WM an und führte letztlich zum Rücktritt Özils aus der Nationalmannschaft.
Für viele Experten war die mangelnde Einstellung der Spieler ein Hauptfaktor für das schlechte Abschneiden. Als Belege dafür wurden einige Details aus dem WM-Quartier genannt. Antonio Rüdiger brachte eine Shisha (Wasserpfeife) mit, Julian Draxler einen Spielkonsolen-Koffer. Spieler sollen derart viel Zeit an Spielkonsolen verbracht haben, dass sich der Betreuerstab genötigt sah, das WLAN abzuschalten. Timo Werner verschlief im Trainingslager das Teamfrühstück.
Dies führte dazu, dass Bundestrainer Joachim Löw nach der WM einen „Zapfenstreich“ einführte, spätestens ab 0 Uhr müssen die Spieler seither vor Spielen und in Trainingslagern auf ihren Zimmern sein, auch ein nächtliches Getränk an der Bar ist seither nicht mehr erlaubt.
Zudem gab es Kritik an Nationalmannschaftsmanager Oliver Bierhoff für die Entscheidung, das Quartier der Nationalmannschaft im schattigen, am Wald gelegenen Watutinki vor den Toren Moskaus, aufzuschlagen. Dabei habe keine gute Stimmung wie beim Titelgewinn 2014, als man im Campo Bahia quartiert hatte, aufkommen können. Das sonnige Sotschi, am Schwarzen Meer gelegen, sei die bessere Wahl gewesen. Hier hatte die Nationalmannschaft schon während des Konföderationen-Pokals 2017, als sie den Titel gewann, ihr Quartier gehabt. Mats Hummels soll in Watutinki über kaltes Wasser, das aus den Duschen kam, geklagt haben, bei Matthias Ginter soll der Fernseher von der Wand gefallen sein. Bundestrainer Löw soll mit der Entscheidung für Watutinki unzufrieden gewesen sein und präsentierte sich, als Deutschland gegen Schweden ein Spiel in Sotschi hatte, entspannt am Strand, lehnte etwa lässig an einen Laternenpfahl oder schlenderte die Promenade entlang. Bierhoff begründete die Entscheidung pro Watutinki mit weniger Reisestrapazen, wäre man Gruppenerster geworden, wovon man vor der WM ausgegangen sei. Zudem habe Sotschi über keinen Trainingsplatz verfügt. Manche Experten sahen die Kritik an der Quartierwahl allerdings als übertrieben an und verwiesen auf das windige, karge Malente, wo die Nationalmannschaft früher vor Weltmeisterschaften ihr Trainingslager hatte und sich der legendäre „Geist von Malente“ entwickelte.
Auch gab es vor, während und nach der WM immer wieder Kritik an Bierhoff und der DFB-Spitze wegen mangelnder Fannähe.  So wurde etwa kritisiert, dass während des Trainingslagers in Eppan (Südtirol) der Trainingsplatz mit blauen Folien abgeschirmt wurde und die Nationalspieler in Russland mitgereisten Fans kaum Autogramme gaben. Der DFB-Spitze wurde „Abgehobenheit“ und „Entfremdung von den Fans“ vorgeworfen. Insbesondere die von Bierhoff eingeführten (Marketing)slogans wie DIE MANNSCHAFT, #ZSMMN (ausgesprochen: „Zusammen“)  oder Best Never Rest wurden von einigen Medien und Fans dabei stellvertretend als Symbol für die Abgehobenheit der DFB-Spitze wahrgenommen. Kritisiert wurde, der DFB habe den Kontakt zu den Fans verloren und dass Bierhoff „Vermarktung um jeden Preis“ betrieben habe.  Der #ZSMMN war dabei gar kein Marketingslogan, sondern sollte nur Tätigkeiten und soziale Projekte des DFB während der WM 2018 zusammenfassen. DFB-Präsident Reinhard Grindel sagte daraufhin, er nehme auch wahr, dass an der Basis der Begriff DIE MANNSCHAFT als sehr künstlich empfunden werde und zog daher sogar kurzzeitig eine Abschaffung des Namens in Betracht. Bierhoff nahm die Kritik sehr ernst und kündigte für die Zukunft mehr Fannähe an. Man werde versuchen, „Nahbarkeit und Bodenständigkeit wieder zu intensivieren“. Bierhoff weiter: „Wir müssen wieder Nähe aufbauen“. Vor der WM 2006 habe man einen Verhaltenskodex entwickelt, an den man sich in letzter Zeit nicht mehr ganz gehalten habe. Die neue Fannähe war in den Spielen nach der WM deutlich spürbar.
Außerdem kam es im Zuge der Aufarbeitung des WM-Ausscheidens mit einer Dauer von  ca. 110 Minuten zur längsten Pressekonferenz der DFB-Geschichte, bei der Bierhoff und Löw sich den Fragen der Journalisten stellten. Dort erklärte Bundestrainer Jogi Löw, dass die Fehler, die er bei der WM gemacht habe, „fast schon arrogant“ gewesen seien. Er habe alles „perfektionieren“ und „auf die Spitze treiben“ wollen.